# Dinamo svetilka
Dinamo svetilka je svetilka, pri kateri se elektrika generira v dinamu, ki ga poganja uporabnik preko ročnega mehanizma. Tako ne potrebujejo baterij ali drugega vira elektrike. Po navadi se za žarnico uporablja svetlečo diodo (LED), ki je bolj energetsko učinkovita. 